# Assedio di Arqa
L'assedio di ʿArqā fu un episodio bellico svoltosi nel 1099, inserito nelle fasi immediatamente precedenti alla Prima crociata.

## Antecedenti
Alla fine di dicembre 1098 o ai primi di gennaio del 1099, Roberto II di Normandia e il nipote di Boemondo di Taranto, Tancredi d'Altavilla, accettarono di diventare vassalli di Raimondo di Tolosa, duca di Provenza (il più importante e potente feudatario della Prima Crociata), che era abbastanza ricco da compensare entrambi con generosità per quel loro atto. Goffredo di Buglione, tuttavia, che incassava le rendite del territorio fraterno di Edessa, rifiutò di fare la stessa cosa. Il 5 gennaio, Raimondo distrusse le mura di Maʿarrat al-Nuʿmān. Il 13 gennaio intraprese la marcia verso sud, a piedi e in abito da pellegrino, seguito da Roberto e Tancredi. Procedendo verso meridione, lungo la costa mediterranea, essi incontrarono una trascurabile resistenza delle popolazioni locali e dei nemici musulmani.
Raimondo progettava di conquistare Tripoli e di erigervi un dominio paragonabile a quello istituito dal normanno Boemondo ad Antiochia. Innanzi tutto, quindi, pose sotto assedio il castello di ʿArqā (in arabo عرقا‎?), per evitare di trovarsi esposti a un'eventuale replica armata musulmana proveniente da Aleppo. 

Nel frattempo, Goffredo, con Roberto di Fiandra, che aveva come lui rifiutato l'atto di vassallaggio a Raimondo, si unì al resto dei Crociati a Latakia (allora Laodicea) e si mise in marca a febbraio in direzione sud. Boemondo prese a marciare per proprio conto ma presto invertì la marcia e tornò ad Antiochia. A quel punto Tancredi abbandonò il servizio di Raimondo e si unì alle truppe di Goffredo, a causa di alcuni dissapori, a noi rimasti ignoti, col duca di Provenza. Un'altra forza separata si unì intanto a quella di Goffredo, guidata da Gastone IV di Béarn.

## Assedio e marcia su Gerusalemme
Goffredo, Roberto, Tancredi, e Gastone giunsero ad ʿArqā a marzo, ma l'assedio continuò. La situazione era tesa non solo tra i capi militari, ma anche tra il clero. Dalla morte di Ademaro di Monteil non ci era stato una vera guida della Crociata, e sin dalla scoperta della Sacra Lancia di Pietro Bartolomeo ad Antiochia, c'erano state accuse di frode tra le fazioni clericali. Infine, nel mese di aprile, Arnolfo di Chocques sfidò Pietro ad una  prova del fuoco. Pietro fu sconfitto e morì per le ferite, di fatto screditando la sua Lancia Sacra come un falso. Questo minò l'autorità di Raimondo sulla Crociata.
L'assedio di ʿArqā ebbe termine il 13 maggio, quando i Crociati abbandonarono l'assedio senza aver risolto alcunché. I Fatimidi avevano tentato di raggiungere una pace, a condizione che i Crociati non avessero proseguito verso Gerusalemme, ma questa richiesta fu ignorata. Iftikhar al-Dawla, il fatimide governatore di Gerusalemme, era a conoscenza delle intenzioni dei Crociati e  pertanto espulse tutti gli abitanti cristiani da Gerusalemme, presumibilmente per prevenire la loro collusione con i Crociati. Inoltre Iftikhar al-Dawla fece avvelenare tutti i pozzi dell'area. Il 13 maggio i Crociati si recarono a Tripoli, dove vennero forniti di denaro e cavalli da parte del governatore della città che, secondo la cronaca anonima Gesta Francorum, promise di convertirsi al Cristianesimo se i Crociati avessero catturato Gerusalemme cacciando i suoi nemici Fatimidi. 
Continuando la marcia verso sud, lungo la costa, i Crociati passarono per Beirut il 19 maggio e per Tiro il 23 dello stesso mese. Sbarcarono a Jaffa il 3 giugno e giunsero a Ramallah, che era stata abbandonata dai suoi abitanti. Il vescovo di Ramlah-Lydda si stabilì nella chiesa di San Giorgio (un santo molto popolare fra i Crociati) prima che gli stessi continuassero verso Gerusalemme. Il 6 giugno, Goffredo inviò Tancredi e Gastone a catturare la città di Betlemme, dove Tancredi entrò con le sue bandiere nella Basilica della Natività.
Il 7 giugno i Crociati raggiunsero Gerusalemme e iniziarono l'assedio della Città Santa.